# Șevcenkove, Lohvîțea
Șevcenkove (în ucraineană Шевченкове) este un sat în comuna Hîreavi Iskivți din raionul Lohvîțea, regiunea Poltava, Ucraina.

## Demografie
Componența lingvistică a localității Șevcenkove
     Ucraineană (100%)
Conform recensământului din 2001, toată populația localității Șevcenkove era vorbitoare de ucraineană (100%).